# ای.جی. تراوث
ای. جی. تراوث (انگلیسی: A. J. Trauth؛ زادهٔ ۱۴ سپتامبر ۱۹۸۶) بازیگر اهل ایالات متحده آمریکا است. وی از سال ۱۹۹۹ میلادی تاکنون مشغول فعالیت بوده‌است.
از فیلم‌هایی که وی در آن نقش داشته‌است، می‌توان به به همین خیال باش!، دکتر هاوس، سی‌اس‌آی و آخرین حرف اشاره کرد.